# Хенераль-В'ямонте
Округ Хенераль-В'ямонте (ісп. General Viamonte) — адміністративно-територіальна одиниця 2-ого рівня у провінції Буенос-Айрес в центральній Аргентині. Адміністративний центр округу — Лос-Тольдос (ісп. Los Toldos).
Населення округу становить 18078 осіб (2010). Площа — 2150 кв. км.

## Історія
Округ заснований у 1908 році.

## Населення
У 2010 році населення становило 18078 осіб. З них чоловіків —                     -, жінок —                     -.

## Політика
Округ належить до 4-ого виборчого сектору провінції Буенос-Айрес.